# Investopedia
Investopedia（直译：投资百科）是美国一家网站，总部设在纽约市，該網站专注于投资、金融教育以及各种金融产品的評論。

## 历史
Investopedia由Cory Wagner和Cory Janssen于1999年在加拿大艾伯塔省埃德蒙顿成立，當時恰逢互联网泡沫。Wagner专注于业务开发和研发，而Janssen专注于营销和销售。Investopedia每月吸引约250万用户，并提供金融词典功能，其中包含来自个人理财、银行业和会计的5300多个术语。它还提供金融专家撰寫的数千篇深入分析的文章以及股票模拟器。
2007年，《福布斯》以未公开的价格收购了Investopedia.com。
2010年，《福布斯》以4200万美元的价格将Investopedia出售给ValueClick Inc.。
2013年，IAC / InterActive Corp以8000万美元的价格从ValueClick Inc.收购了Investopedia.com，作为其互联网资产的一部分。
自2013年以来，IAC一直支持Investopedia的发展，并支持該網站在视频、新闻制作，个人理财工具和投资教育方面的投资，Investopedia现在每月有超过2800万访问者，每月页面访问量近1亿。
2015年，大衛·辛格爾加入Investopedia，担任首席执行官。
2016年6月，Investopedia推出了Investopedia Academy，以销售有關教育课程的视频為主。
2018年7月，Investopedia加入Dotdash。
2019年2月26日，Investopedia发布了其2019年度最佳在线经纪人奖。该奖项包括12个类别，包括最佳在线经纪人，最佳股票交易应用程序，最佳低成本经纪人等等。

## 股票模拟器
Investopedia網站上有股票模拟器，在该模拟器中，使用者可以使用網站提供的虚拟現金用於在虛擬股市中交易。

## 備註
1. ↑  . www.businesswire.com (Businesswire). April 11, 2007  [11 April 2007]. （原始内容存档于2020-02-15） （英语）.
2. ↑  Nicole, Kristen. . Mashable. April 12, 2007  [12 April 2007]. （原始内容存档于2017-12-16）.
3. ↑  Wauters, Robin. . TechCrunch. August 4, 2010. （原始内容存档于2017-05-18）.
4. ↑  Barinka, Alex. . Bloomberg.com. 10 December 2013  [2020-02-15]. （原始内容存档于2020-02-15）.
5. ↑  Ha, Anthony, "IAC Hires David Siegel As CEO Of Finance Website Investopedia" （页面存档备份，存于）, techcrunch.com, March 10, 2015.
6. ↑  Simon, Dan, "Success By The Numbers: An Interview With Investopedia CEO David Siegel" （页面存档备份，存于）, Forbes, February 29, 2016.
7. ↑  . Investopedia Academy.   [2020-09-26]. （原始内容存档于2020-03-20）.
8. ↑  . Prnewswire.com (Prnewswire). September 19, 2017. （原始内容存档于2020-02-15）.
9. ↑   (PDF). August 8, 2018. （原始内容存档于2020-02-14）.
10. ↑  Investopedia. . www.prnewswire.com. February 26, 2019  [2019-03-29]. （原始内容存档于2019-12-30） （英语）.
11. ↑  . www.facebook.com.   [2019-03-29]. （原始内容存档于2019-04-03） （英语）.
12. ↑  . Investopedia. 15 September 2019  [15 September 2019]. （原始内容存档于2020-03-20）.